# Monitor-E
Monitor-E (russisch Монитор-Э, E steht für experimentell) ist die Bezeichnung einer geplanten Reihe optoelektronischer russischer Erdbeobachtungssatelliten, die von dem Unternehmen GKNPZ Chrunitschew in der Nähe von Moskau gebaut werden. Die Satelliten basieren auf einer von Chrunitschew entwickelten „Jachta“-Satellitenplattform (russisch Яхта), die für verschiedenartige Satelliten verwendet werden kann und aus zwei 1.200 × 600 mm großen Modulen – einem universellen Funktionsmodul und einem Nutzlastmodul – besteht. Der Funktionsmodul eines Monitor-E wiegt 420 kg, der Nutzlastmodul 330 kg, die Gesamtmasse des Satelliten beträgt 750 kg. Zur Lagekorrektur verfügen die Satelliten über Ionentriebwerke. Die Lebensdauer soll etwa fünf Jahre betragen.
Die Nutzlast des ersten Satelliten der Reihe Monitor-E1 besteht aus einer panchromatischen (PSA, russisch ПСА = Abk. von панхроматическая съемочная аппаратура) und einer multispektralen (RDSA, russisch РДСА = Abk. von съемочная аппаратура распределенного доступа) optoelektronischen Kameras mit Auflösungen von acht Metern und 20 Metern. Die PSA-Kamera erfasst einen 96 km und RDSA einen 160 km breiten Streifen. Der Satellit wurde am 26. August 2005 mit einer Rockot-KM-Trägerrakete in eine 524–544 Kilometer hohe polare sonnensynchrone Umlaufbahn von Plessezk aus in den Weltraum gestartet. Nach dem erfolgreichen Aussetzen im Orbit verlor das Kontrollzentrum zunächst den Kontakt zu dem Satelliten, konnte ihn einige Stunden später aber wieder unter Kontrolle bringen. Am 18. Oktober 2005 verlor das Kontrollzentrum erneut den Kontakt zu Monitor-E1, nachdem Probleme an Bord des Satelliten ihn in eine nicht orientierte Lage brachten. Obwohl man den Kontakt bald darauf wieder erlangen konnte, sind die Versuche den Satelliten wieder unter volle Kontrolle zu bringen, zunächst gescheitert. Der erste Einsatz der Erdbeobachtungsnutzlast fand am 26. November statt und verlief erfolgreich.
Die Kosten für Entwicklung und Fertigung des Monitor-E1-Satelliten werden mit 1,95 Milliarden Rubel (umgerechnet etwa 60 Millionen Euro) angegeben. Monitor-E1 wurde zu 30 % von der russischen Raumfahrtbehörde Roskosmos und zu 70 % vom Chrunitschew finanziert. Dafür erhielt Roskosmos die Rechte an 70 % der Aufnahmen des Satelliten, über die restlichen 30 % kann Chrunitschew frei verfügen. Der Satellit ist gleichzeitig der erste operationelle Einsatz der Jachta-Plattform. Eigens zur Kontrolle des Monitor-E1-Satelliten sowie der Auswertung und Archivierung der erhaltenen Daten wurden von Chrunitschew entsprechende Einrichtungen gebaut.
Neben der Monitor-E-Reihe sind bei Chrunitschew auch weitere Satellitenreihen in Planung: Monitor-I, Monitor-S und Monitor-O zur optoelektronischen Erdbeobachtung sowie Monitor-R3 und Monitor-R23 zur radargestützten Erdbeobachtung. Inwieweit diese Pläne verwirklicht werden, ist noch unbekannt.